# Evolução dos uniformes do Sport Club Corinthians Paulista
A Evolução dos uniformes do Sport Club Corinthians Paulista compreende as alterações no uniforme do time de futebol Sport Club Corinthians Paulista desde a sua fundação, em 1910, até a atualidade.

## Tabela de evolução
| Ano         | Imagem | Comentário |
| ----------- | ------ | --- |
| 1910        |        | O primeiro uniforme do time era igual ao do Corinthians inglês - camisa bege e calção preto, mas com as dificuldades financeiras, o alto custo do tecido preto no Brasil fez com que o primeiro time tivesse de usar calções brancos. O curioso é que o time inglês tinha na verdade calções azuis bem escuros. Esse primeiro uniforme não trazia distintivo. |
| 1911-1912   |        | Mas como a camisa bege desbotava ao ser lavada, ficou branca, e essa acabou sendo a cor oficial adotada pelo clube. |
| 1913        |        | Em 1913 para a disputa da vaga na Liga Paulista, o Corinthians teve que criar seu primeiro distintivo, que foi feito às pressas. Tinha apenas as letras C e P, de Corinthians Paulista, sobrepostas. Permaneceu até 1914, nos dois jogos contra o Torino. |
| 1914        |        | Faz a sua primeira mudança no distintivo. As letras são postas em uma moldura e é acrescentado a letra "S", de Sport. A letra "C" passa a valer para Club e Corinthians, e a letra "P" continua como Paulista. |
| 1914-1916   |        | Nova mudança no distintivo, que muda apenas a moldura. |
| 1917-1918   |        | A moldura do distintivo passa a ser redonda. |
| 1919        |        | Mudança na gola e na estética da camisa que passa a ter botões, além das mudanças sutis no escudo. |
| 1920        |        | Com a chegada do tecido preto ao Brasil, o preço cai e o Corinthians finalmente utiliza a combinação oficial, usada até os dias atuais: camisa branca, calção preto e meias brancas. |
| 1921 - 1931 |        | O Corinthians volta a utilizar o modelo de camisa de 1919 mas dessa vez com o calção preto. |
| 1929        |        | A primeira tentativa de criar um uniforme reserva foi em 1929 com uma camisa branca com linhas verticais cinzas. |
| 1934        |        | O Corinthians, assim como grande parte dos times no Brasil, passa a usar camisas com manga curta, ao invés da manga três quartos. O uniforme perde os botões e fica apenas com a gola alta. |
| 1935-1939   |        | Em 1935, a gola e os punhos ficaram preto. |
| 1939-1942   |        | Com a arte-final realizada pelo pintor e ex-jogador do Timão, Francisco Rebolo Gonsales, o novo escudo do Corinthians passou a possuir uma âncora e dois remos vermelhos, que se referem aos desportos náuticos praticados no clube. |
| 1940        |        | A ideia de usar o uniforme 2 na cor preta surge pela primeira vez em 1940, quando era todo preto com uma faixa branca no peito com o nome Corinthians. |
| 1945-1951   |        | Em 1945, surge o primeiro modelo com a cor preta e linhas verticais brancas. |
| 1949        |        | Em 1949, em um único jogo contra a Portuguesa - SP, o Corinthians vestiu um uniforme diferente, com camisas na cor vinho e calções brancos . O motivo foi uma homenagem aoTorino FC, que teve todos os seus jogadores mortos num acidente aéreo. O River Plate, da Argentina, fez uma homenagem similar, jogando toda a temporada de 1949 com o mesmo uniforme. |
| 1951        |        | O uniforme 1 ganhou listras pretas em formato de V. |
| 1951        |        | Em 1951, o clube utilizou meias com listras em preto e branco. Elas duraram até 1954. |
| 1965        |        | Em 1965, a Seleção Brasileira tinha um compromisso marcado contra o Arsenal, da Inglaterra. A Confederação Brasileira de Desportos (CBD, atualmente CBF) convidou o Corinthians para representa-la, este que jogou a partida com camisas azuis e calções brancos, à época, o primeiro uniforme da seleção brasileira (o uniforme canarinho, utilizado até hoje e que leva as tradicionais camisas amarelas, calções azuis e meiões brancos, só passou a ser utilizado como oficial a partir da década de 1970). |
| 1969        |        | Em uma excursão á capital peruana, o Corinthians teve problemas para desembarcar seus uniformes. Por isso, atuou com camisas emprestadas, semelhantes às do Peñarol, listradas em amarelo e preto com golas vermelhas, mas sem números nem distintivos. |
| 1972        |        | Daí em diante as mudanças passaram a ser meramente estéticas. Em 1972, a camisa reserva foi invertida, ou seja, ficou branca com finas listras pretas. O resultado acabou não agradando muito e foi abandonado. Anos depois, o clube usaria o mesmo uniforme em duas oportunidades diferentes, mas como titular. |
| 1982        |        | Pela primeira vez o clube exibe patrocínio na camisa. O escolhido foi a Topper, material esportivo da camisa. |
| 1983        |        | Em 1983, o Corinthians exibe o seu primeiro patrocínio de camisa, nos espaços de frente e costas, que eram da Cofap, modelo de exibição de patrocínio usado até hoje. |
| 1992        |        | Em 1992, a empresa fabricante das camisas manteve as cores no uniforme 1, mas mudou a estética com escudos do Corinthians em marca d'água que percorriam toda a camisa. A mudança se manteve até 1994. |
| 1993        |        | Criado pelo empresário corinthiano Washington Olivetto, esse modelo trazia no uniforme 2, ao invés de listras verticais brancas, o nome "Sport Club Corinthians Paulista". Apesar de criativo, esse uniforme não foi utilizado mas chegou a ser comercializado na época. |
| 1994        |        | Em uma excursão pelo Japão, o Corinthians jogou contra A.S. Flügels e Hiratsuka Belmare. Para esses dois jogos, jogou com um uniforme especial, onde no peito e nas costas da camisa, no lugar do patrocínio (na época este espaço era usado pelaKalunga), está escrito em alfabeto japonês é CORINTHIANS. |
| 1996        |        | Visando internacionalizar a marca Corinthians, a diretoria na época contratou o estilista francês Ted Lapidus para desenvolver um uniforme para a disputa dos jogos internacionais, durante a Libertadores da América daquele ano, e na Espanha, durante o torneio Ramon de Carranza. Mas este não caiu no gosto da torcida e foi abandonado. |
| 1996        |        | Esse uniforme também tinha uma versão na cor preta, que no caso era o uniforme reserva do time. |
| 1999        |        | Em 1999, foi criado um terceiro uniforme na cor cinza. Ele durou apenas um jogo usado na Copa Mercosul daquele ano, na derrota fora de casa para o San Lorenzo-ARG, acabou levando fama de azar e foi abandonado. |
| 2000        |        | Durante o Mundial de Clubes da FIFA em 2000, o uniforme principal teve alterações estéticas na camisa, que recebeu listras verticais pretas, e no calção, que recebeu listras brancas. Por causa do uniforme de seu oponente na final, o Vasco da Gama, o Corinthians atuou com uma combinação de peças diferente da habitual. Apesar de não ser o uniforme titular, deu sorte ao Coringão que se tornou o primeiro campeão mundial. Desde então essa combinação de camisa branca com calção branco é utilizada como terceiro uniforme. |
| 2000        |        | Outra combinação diferente usada no Mundial de Clubes foi a camisa e calção preto, com detalhes em branco, usado no jogo contra o Real Madrid, em que o Corinthians empatou por 2 a 2. |
| 2000        |        | Em 2000, aniversário de 90 anos do clube, o material esportivo da camisa Topper, criou um modelo especial e um dos mais criativos do clube. O modelo era de uma camisa com mangas três quartos e gola semelhantes aos primeiros modelos do clube, o escudo do time era o primeiro usado em 1913, o "CP", com o ano 1910 abaixo; os patrocínios de material (Topper) e do peito e costas (Pepsi) ficaram com seus logos antigos, e abaixo do patrocínio de peito ficava o número do jogador; e nas mangas ficavam o escudo da CBF (por ter sido Campeão Brasileiro em 1999) e um logo especial de 90 anos do clube. |
| 2005        |        | Em 2005, a empresa fabricante do material esportivo criou um novo modelo para a temporada 2005-2006, onde o uniforme manteve as cores originais, e teve apenas pequenas mudanças estéticas, nas mangas, um contorno em preto no centro da camisa, e o escudo que se manteve no centro, como no modelo de 2004. Após a conquista do Brasileirão daquele ano, o clube passa a estampar o logo da CBF na manga (segue detalhe ampliado). |
| 2005        |        | O uniforme reserva também sofreu alterações meramente estéticas, como as listras brancas que ficaram somente em uma parte delimitada no uniforme. |
| 2006        |        | Para a disputa da Libertadores da América de 2006, o Corinthians mudou o seu 2º uniforme, que passou de preto com listras brancas para preto com listras douradas. O clube então foi desclassificado da Libertadores e o uniforme deixou de ser utilizado . |
| 2007        |        | Em 2007, o Corinthians voltou a usar um uniforme semelhante ao de 1972 durante o campeonato Paulista como primeiro uniforme, porém, este não deu sorte no Campeonato Paulista e foi novamente abandonado. |
| 2008        |        | Em 2008, o Corinthians criou um terceiro uniforme na cor roxa , com o objetivo de dizer que o corinthiano era o único "torcedor roxo". Apesar de não ser das cores oficiais do clube, o uniforme foi bem aceito pela torcida que inclusive escolheu esse para o uniforme a ser utilizado no jogo contra o Brasiliense, no dia 16 de setembro . |
| 2008-2009   |        | Durante o Campeonato Brasileiro - Série B, o Corinthians além de um uniforme na cor roxa, mudaria os seus uniformes 1 e 2. O primeiro uniforme já havia sido usado em outras oportunidades pela equipe, composto por camisas brancas com finas listras pretas, e calções pretos. |
| 2008-2009   |        | O uniforme 2 passou a ser camisa preta com finas linhas em tom de cinza e calção preto. |
| 2008        |        | No dia 22 de novembro, o Corinthians jogaria contra o Avaí e levantaria a taça de Campeão da Série B. Somente nessa partida, o dpto. de marketing do clube organizou um movimento chamado "O Timão tem a sua cara" . , onde os torcedores tiveram a chance de colocar seu rosto na camisa, em uma foto 3x4, no valor de R$1.000 a foto. Com 10 camisas e 400 espaços no total (apenas o goleiro não usou o modelo), cada camisa tinha um "padrinho", onde ídolos do clube como Tevez, Marcelinho Carioca, Neto, Wladimir entre outros, teriam também duas fotos localizadas em cima do símbolo. |
| 2009        |        | Em 2009, o clube permaneceu com o terceiro uniforme na cor roxa. A camisa ficou em um tom de roxo mais escuro que o modelo anterior, e listrada com grossas linhas pretas. Apesar de boa aprovação em uma pesquisa realizada pelo site oficial do clube, parte da torcida não aceitava a terceira cor do time e o clube acabou utilizando a equipagem poucas vezes e apenas em jogos "fora de casa".. |
| 2009/2010   |        | O Corinthians voltou com a campanha "Timão é a sua cara" na temporada de 2009. O uniforme dessa vez seria usado no jogo entre Corinthians e Flamengo inicialmente no Pacaembu, pela 37ª rodada do Campeonato Brasileiro. As mudanças com relação ao ano passado foram dos patrocínios na camisa; o valor das fotos estampadas que passaram de R$1.000 para R$ 800, e os que compraram a camisa em 2008 pagavam apenas R$640; e os "padrinhos" agora eram os títulos mais importantes do clube como o Paulista de 1977, o Mundial de 2000, o IV Centenário de 1954 entre outros.. Porém, como o jogo entre Atlético-MG x Palmeiras seria no mesmo dia e também seria na capital paulista, a Federação Brasileira de Futebol (CBF) transferiu o jogo para o Estádio Brinco de Ouro da Princesa, pertencente aoGuarani, de Campinas. Como muitos torcedores não puderam ir ao jogo, o clube resolveu usar o uniforme novamente em 2010 no amistoso do dia 13 de janeiro contra o Huracán, da Argentina, no Estádio do Pacaembu. Como cortesia, o clube presenteou a todos os torcedores que participaram do projeto um ingresso para o amistoso. |
| 2010-2011   |        | Depois de perder a chance de ganhar a Libertadores da América em 2010, o clube anunciou no dia seguinte o novo uniforme para o time no ano do centenário. O uniforme principal não mudou muito do original, usando listras grossas verticais mais escuras na camisa, e abaixo do escudo os anos de 1910-2010 |
| 2010-2011   |        | O uniforme dois perdeu suas listras brancas e ganhou listras verticais grossas em um tom mais escuro assim como o uniforme principal. O escudo também sofreu alterações |
| 2010        |        | Para o ano do centenário, o clube criou um novo modelo do uniforme 3 prometendo fazer uma homenagem a São Jorge, santo padroeiro do Corinthians. Baseado nessa ideia, o uniforme era preto com uma cruz roxa , contornada de dourado, no centro da camisa. As costas eram inteiramente pretas; os patrocínios, assim como no modelo anterior, eram dourados; e o escudo ficou com um tom também na cor dourada na âncora e nos remos, assim como nos modelos 1 e 2. A estampa com os anos 1910 e 2010 permaneceram logo abaixo do emblema. |
| 2010        |        | Para o centenário, o Corinthians criou um uniforme especial, o qual remete ao primeiro uniforme corintiano, de 1910, com listras verticais nas cores bege e branco, e no peito o escudo, que foi baseado no da fundação do clube, com as letras “CP” de Corinthians Paulista . |
| 2011-2012   |        | Na véspera de estrear pela Copa Libertadores, o Corinthians lançou seu uniforme para a temporada de 2011 . As inovações no modelo ficaram por conta de ser uma camisa sustentável, desenvolvida com 96% de poliéster reciclado (8 garrafas de plástico tipo PET) e 4% de algodão orgânico, além de um design futurista na numeração. O uniforme 2 teve uma mudança nas listras brancas que ficaram com traços mais finos e em diagonal, dando uma ideia de riscas. |
| 2011-2012   |        | Novo terceiro uniforme, desta vez na cor grená, foi inspirado no usado em 1949 na homenagem ao time do Torino. As mudanças do primeiro uniforme usado na década de 40, foram a inserção da imagem de São Jorge, santo padroeiro do clube, no lado esquerdo da camisa; o ano "1949" em branco nas costas abaixo da gola (em referência ao ano em que foi usado o uniforme pela primeira vez, em homenagem ao time do Torino); e o escudo do Corinthians que ficou maior do que nos modelos anteriores. Após a conquista do penta campeonato brasileiro em dezembro, o time decide tirar as estrelas de campeão brasileiro e a de campeão mundial do escudo, preservando o ideal de que "Corinthiano não vive de título, Corinthiano vive de Corinthians". Esta camisa foi eleita a mais bonita do mundo em eleição um site britânico. |
| 2012-2013   |        | O modelo 1 sofreu mudanças estéticas semelhantes às dos anos 90, porém, ao invés do escudo do clube, foi utilizada a bandeira do Estado de São Paulo como marca d'água na camisa. Nas costas, há a inscrição "Corinthians Paulista" abaixo da gola, e no avesso atrás do simbolo, há uma estampa com o primeiro escudo do Corinthians "CP" (veja os detalhes ampliados) |
| 2012-2013   |        | O modelo 2 seguiu na mesma linha, sendo todo preto com bandeiras do Estado de São Paulo como marca d'agua. As mudanças na gola e na estampa atrás do escudo também eram as mesmas. |
| 2012        |        | Durante a Libertadores, o Corinthians retoma o projeto "Timão é a sua cara". Dessa vez, a foto do torcedor não estaria estampada em toda a camisa, mas sim no número escolhido por ele (por exemplo, quem escolhesse o número 3, teria a foto estampada nas camisas 3, 13 e 23). O valor foi o maior das últimas 3 campanhas (R$ 1.800,00). A competição terminaria com a conquista do título inédito pelo Corinthians sobre o Boca Juniors, da Argentina, noEstádio do Pacaembú no dia 04 de julho de 2012. |
| 2012        |        | O clube criou um 3º uniforme com a camisa em tons de cinza, novamente com a ideia de homenagear o Estado de São Paulo, calções pretos e meiões cinzas. O escudo ganhou um contorno preto (apesar de em alguns jogos o time ter usado-o sem esse contorno), a estampa "CP" no avesso do escudo, e a inscrição Corinthians Paulista nas costas abaixo da gola, que se mantiveram. Após a conquista da Libertadores, passou a utilizar um patch no centro da camisa com menção a esta conquista (segue detalhe ampliado), sendo também utilizado nos uniformes 1 e 2. |